# Жеремі П'є
Жеремі П'є (фр. Jérémy Pied, нар. 23 лютого 1989, Гренобль, Франція) — французький футболіст, півзахисник клубу «Лілль».
Виступав, зокрема, за клуби «Ліон», «Ніцца» та «Генгам», а також молодіжну збірну Франції.
Володар Кубка Франції.

## Клубна кар'єра
Вихованець футбольної школи клубу «Ліон». Дорослу футбольну кар'єру розпочав 2009 року в основній команді того ж клубу, проте жодного матчу не зіграв, та був переданий в оренду до команди «Мец», де грав протягом 2009—2010 років.
До складу «Ліона» повернувся 2010 року. Цього разу відіграв за команду з Ліона наступні два сезони своєї ігрової кар'єри.
2012 року уклав контракт з клубом «Ніцца», у складі якого провів наступні два роки своєї кар'єри гравця. Більшість часу, проведеного у складі «Ніцци», був основним гравцем команди. Сезон 2014/15 провів у річній оренді в «Генгамі».
1 серпня 2016 перейшов до англійського «Саутгемптона» як вільний агент. Втім, П'є майже одразу травмувався та вибув на тривалий термін, а після відновлення так і не повернувся до основного складу, провівши за два роки лтше 6 матчів у чемпіонаті.
31 серпня 2018 перейшов до складу клубу «Лілль» на правах вільного агента. Станом на 1 червня 2020 відіграц за команду з Лілля 16 матчів у національному чемпіонаті, будучи переважно запасним захисником.

## Виступи за збірні
2007 року дебютував у складі юнацької збірної Франції, взяв участь у 7 іграх на юнацькому рівні, відзначившись 2 забитими голами.
Протягом 2008—2009 років залучався до складу молодіжної збірної Франції. На молодіжному рівні зіграв у 8 офіційних матчах.

## Досягнення
- Володар Кубка Франції (1):

«Ліон»: 2011-12
- Володар Суперкубка Франції (2):

«Ліон»: 2012
«Лілль»: 2021
- Чемпіон Франції (1):

«Лілль»:  2020-21